# 1839 en France
Chronologie de la France
- 1835
- 1836
- 1837
- 1838
- 1839
- 1840
- 1841
- 1842
- 1843

Cette page concerne l'année 1839 du calendrier grégorien.

## Événements

### Janvier
- 4 janvier : le projet d'adresse au roi est communiqué à la Chambre[1].
- 6 janvier : Décès à Pise de la princesse Marie d'Orléans, duchesse de Wurtemberg,seconde fille du roi, à l'âge de 25 ans. Inhumée à Dreux le 27 du même mois. Son fils sera élevé en France.
- 7 janvier : François Arago, secrétaire perpétuel de l'Académie des sciences, annonce officiellement l'invention de la photographie ;  présentation publique des premiers daguerréotypes à l'Académie des sciences. 14 juin, après le vote des Chambres, le procédé du daguerréotype entre dans le domaine public ; Arago en divulgue le procédé devant la Chambre des Députés le 3 juillet et devant l'Académie des sciences et des beaux-arts réunies le 19 août[2].
- 9-19 janvier : à la Chambre, discussion de l'adresse. Le gouvernement la fait adopter par 221 voix contre 208 ; il juge sa victoire trop faible[1].
- 10 janvier : discours de Lamartine à la Chambre sur l'adresse au roi : « Le passé vous étant fermé, il vous fallait une idée nouvelle. Il ne faut pas vous figurer, Messieurs, … que tout le monde est fatigué comme nous et craint le moindre mouvement. Les générations qui grandissent derrière nous ne sont pas lasses, elles veulent agir et se fatiguer à leur tour. Quelle action leur avez-vous donnée ? La France est une nation qui s'ennuie. »[3]
- 22 janvier : démission du second ministère Molé[1].

### Février
- 2 février : dissolution de la Chambre des députés à la suite de la démission de Molé. Les élections sont fixées au 2 mars et la rentrée parlementaire au 26 mars[1],[4]. Échec du roi.
- 10 février : dépôt par Hippolyte Passy d'une proposition qui dispose « qu'à l'avenir tout enfant nègre naîtrait libre dans les colonies françaises, que tout esclave aurait droit de se racheter à un prix fixé par des arbitres, que les époux esclaves ne pourraient être séparés en cas de vente ». Il développe sa proposition le 16[5].

### Mars

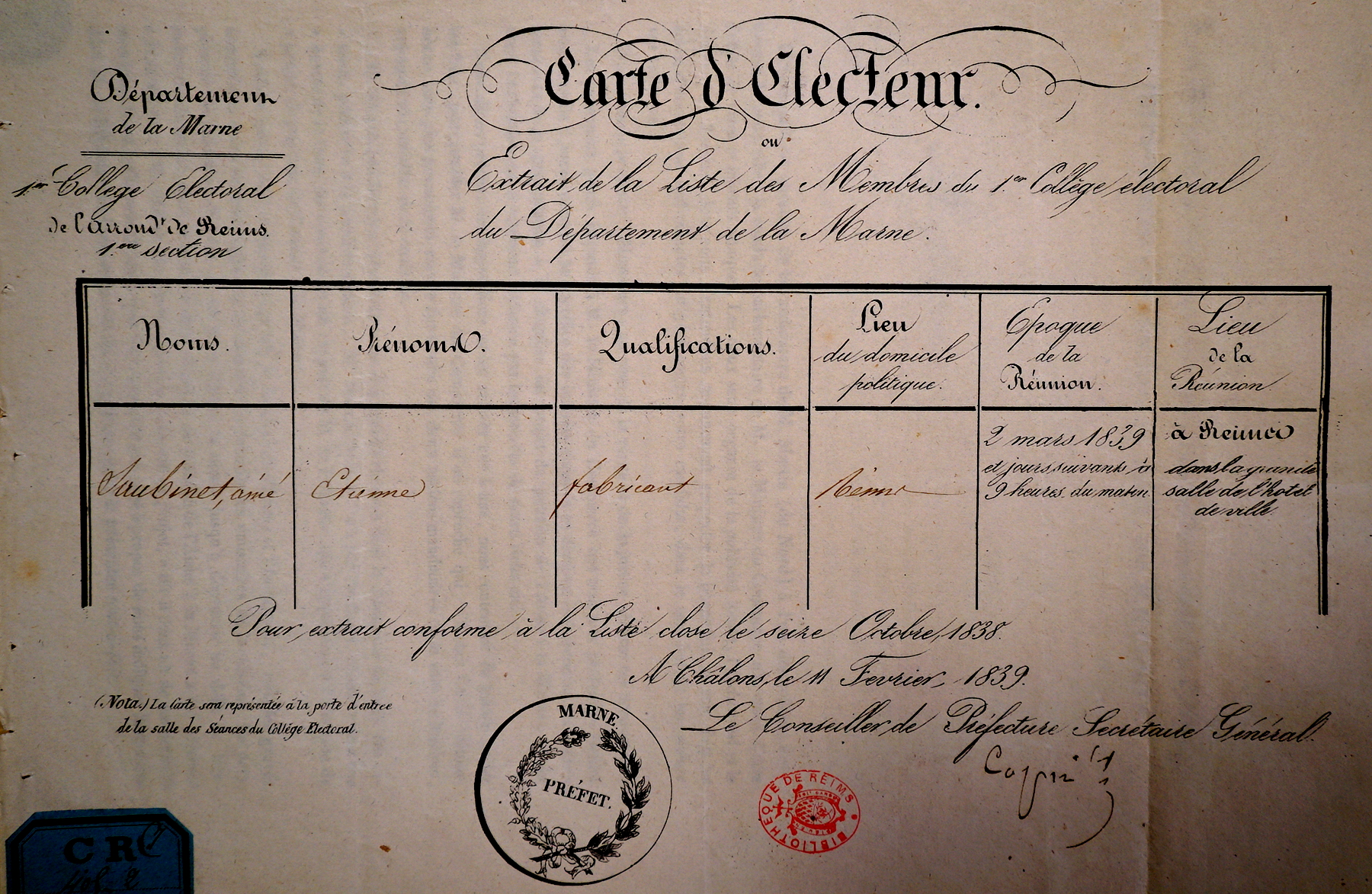
Carte d'électeur de la Marne en 1839.

- 2 mars : élections législatives qui marquent un progrès des oppositions[6] (247 sièges sur 459[1]).
- 8 mars : le ministère dirigé par Louis-Mathieu Molé démissionne après sa défaite aux élections législatives du 2 mars. S'ensuit une longue crise ministérielle jusqu'à la nomination, le 12 mai, du ministère Soult[6].
- 24 mars : report de l’ouverture de la session parlementaire au 4 avril[7].
- 31 mars : nomination d’un gouvernement de transition composé de personnalités de second plan, sans président du Conseil en titre[1].
- Mars-avril : l'agence de presse Havas supplante la Correspondance des journaux ministériels des départements, sous l'impulsion de Léon Vidal, chef de bureau de presse au cabinet du ministre de l'Intérieur Camille de Montalivet, qui retire peu après son soutien au rival d'Havas, Jacques Bresson[8].

### Avril
- 4 avril : ouverture de la session parlementaire, dans une atmosphère houleuse[9].
- 6 avril : parution de La Chartreuse de Parme, de Stendhal[10].
- 9 avril : Henri de Castellane épouse Pauline de Talleyrand-Périgord, fille de la duchesse de Dino[11].

### Mai
- 1er mai : ouverture de l'exposition des produits de l'industrie française dans le grand carré des Champs-Élysées à Paris[12].
- 12 mai : deuxième ministère Soult sous la présidence du maréchal Soult, après une interruption ministérielle de plus de trois mois[6].
- 12-13 mai : opération insurrectionnelle déclenchée par la société secrète républicaine Les Saisons, dont les meneurs sont Martin Bernard, Armand Barbès et Auguste Blanqui. Ils entraînent quelques centaines de leurs partisans à l'assaut de l'Hôtel de ville de Paris. L’opération échoue, écrasée par l'armée et la garde nationale, et les conjurés sont arrêtés (fin le 13 mai)[13],[14].

### Juin
- 27 juin : ouverture du procès des insurgés de mai devant la Chambre des pairs. Dix-neuf accusés comparaissent, dont deux des chefs, Barbès et Martin Bernard. Blanqui est en fuite[15].

### Juillet
- 2 juillet : Alexis de Tocqueville prononce son premier discours à la Chambre sur la Question d'Orient[16].
- 4 juillet : la flotte turque sort des Dardanelles[17] ; le 14, les 34 bâtiments commandés par l’amiral Ahmed Fevzi Pacha (tr) se livrent aux Égyptiens, à Alexandrie[18].
- 12 juillet : Armand Barbès est condamné à mort[15].
- 13 juillet : trois mille étudiants manifestent en silence devant le ministère de la Justice pour réclamer la commutation de la peine prononcée contre Barbès[15].

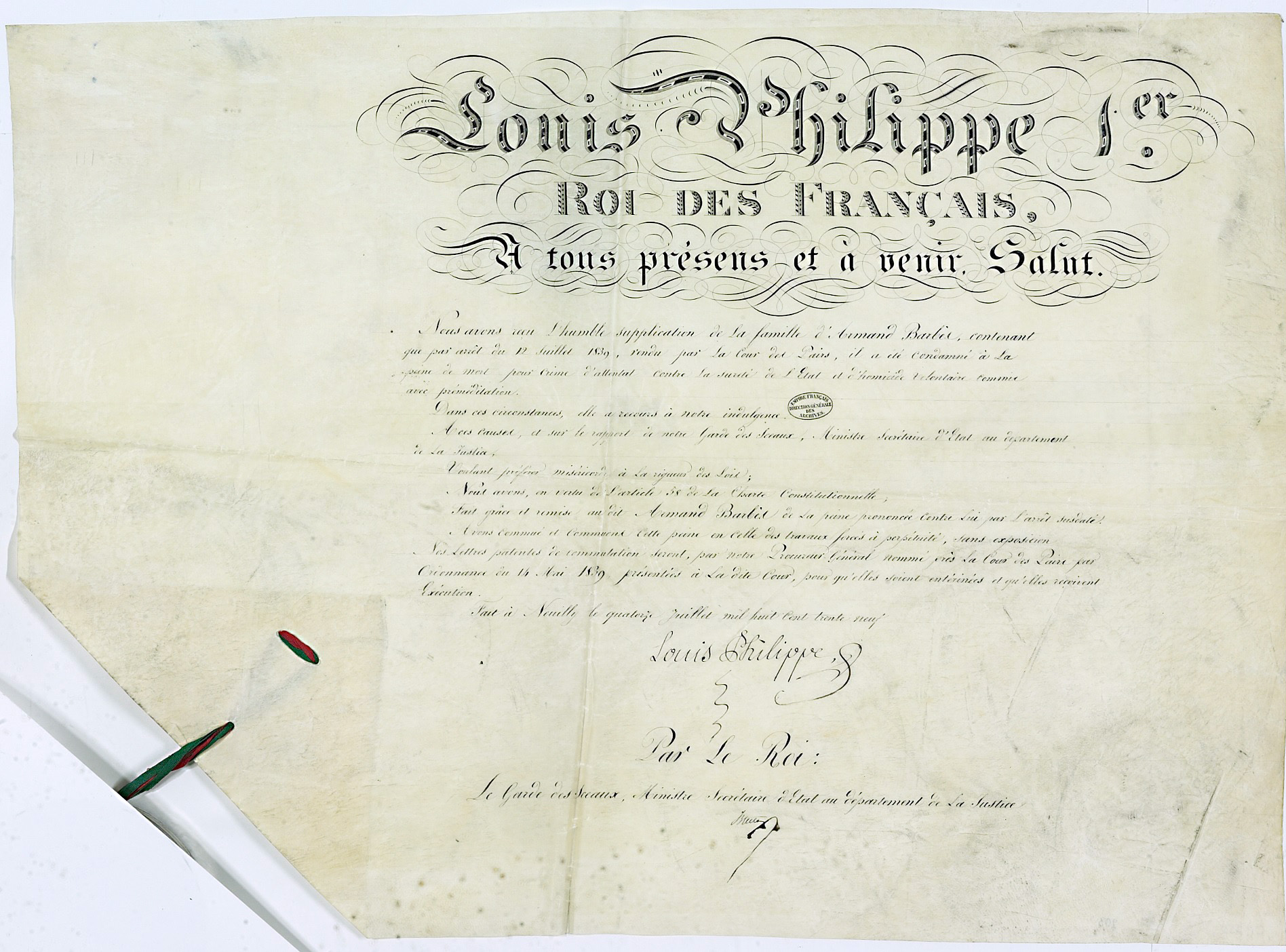
Grâce accordée par le roi Louis-Philippe à Armand Barbès pour lui faire remise de la peine de mort - Archives Nationales -

- 14 juillet : la peine de mort de Barbès est commuée en travaux forcés à perpétuité[19].
- 23 juillet : Alexis de Tocqueville dépose son Rapport fait au nom de la commission chargée d'examiner la proposition de M. de Tracy, relative aux esclaves des colonies françaises[20]. Le rapport conclut à l'émancipation immédiate de tous les esclaves, mais il ne vient jamais en discussion.
- 26 juillet : loi qui rapporte celle du 9 juillet 1838, relative à l'établissement du chemin de fer de Lille à Dunkerque[21].
- 27 juillet : après que la défaite de Nizip soit connue à Paris et à Londres, les puissances européennes  (l’Autriche, la France, le Royaume-Uni et la Russie) imposent leur médiation dans le conflit turco-égyptien[18], la Russie cherchant un rapprochement avec le Royaume-Uni.

### Août

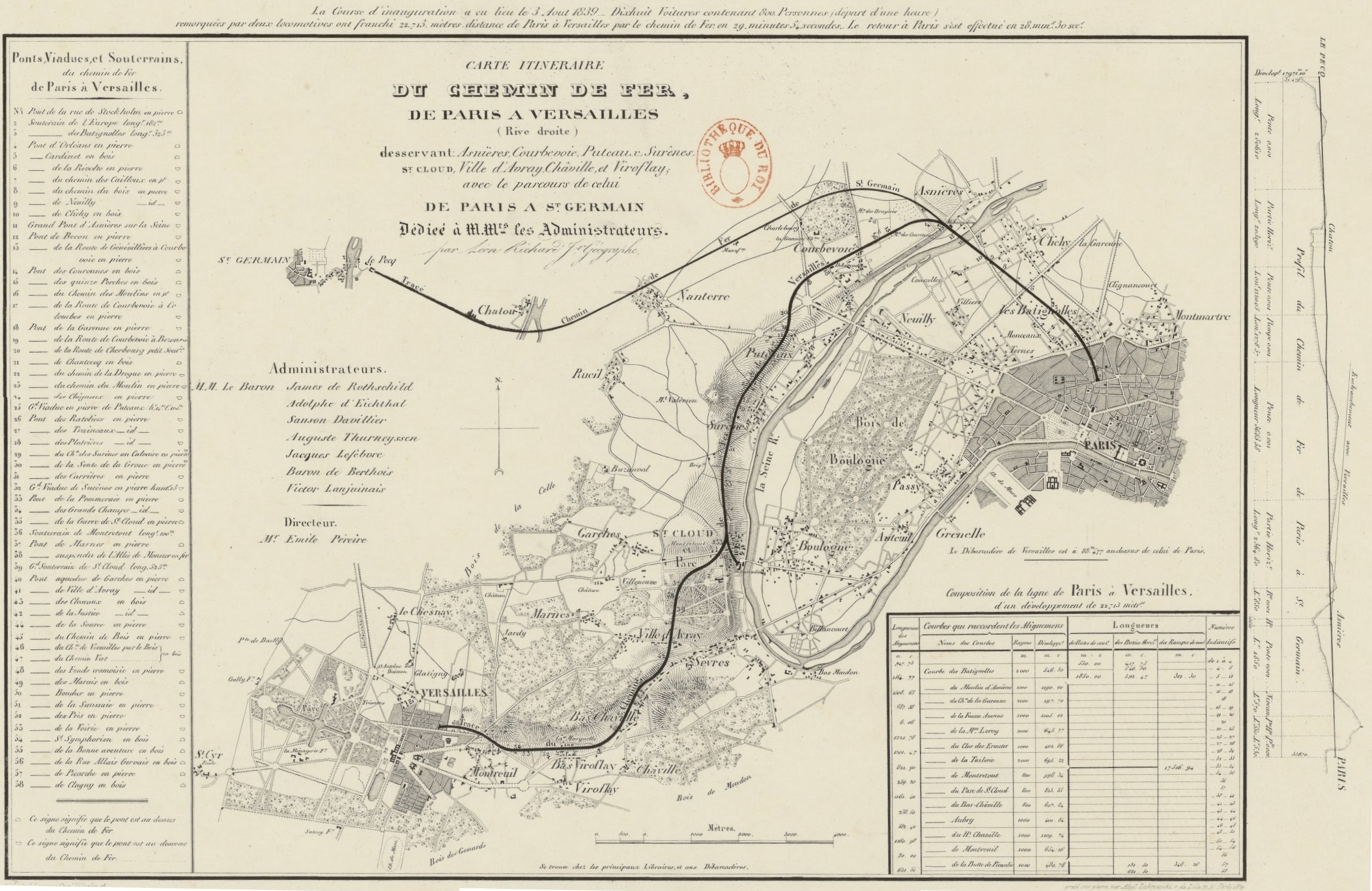
Carte du chemin de fer de Paris Versailles en 1839.

- 2 août : ouverture aux voyageurs de la ligne de chemin de fer de Paris à Versailles par la rive droite de la Seine[22].
- 4 août : loi qui fixe le cadre de l'état-major de l'armée de terre[23].
- 16 août : Honoré de Balzac est élu président de la Société des gens de lettres[24].

### Septembre

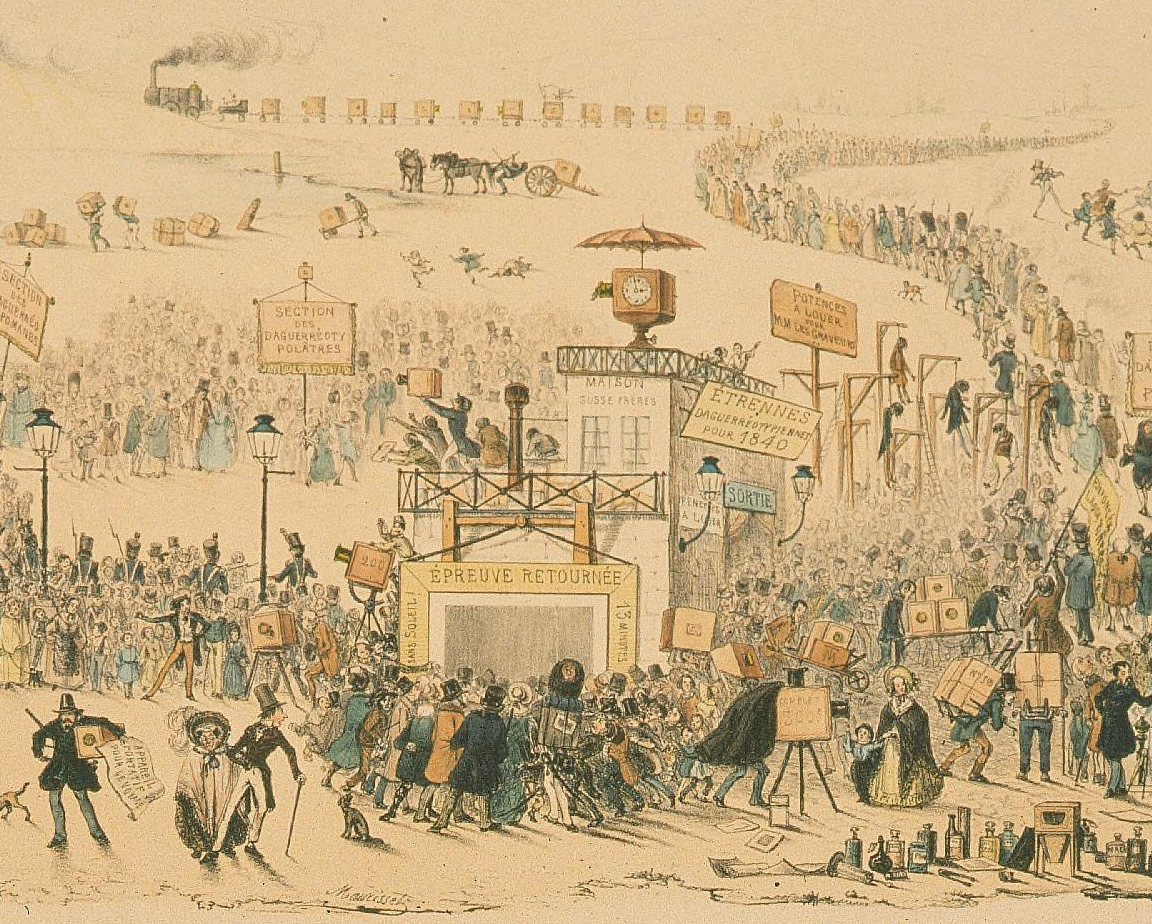
« La Daguerréotypomanie. » Lithographie de Théodore Maurisset parue dans La Caricature en décembre 1839.

- 6 septembre : découverte de Ahe en Polynésie française par Charles Wilkes qui l'appelle Peacock Island[25].
- 7 septembre : expériences du daguerréotype faites par Jacques Daguerre au palais d'Orsay, renouvelées les 11 et 14[26].
- 27, 28 et 29 septembre : Honoré de Balzac rédige dans Le Siècle trois articles en faveur de Sébastien-Benoît Peytel accusé du double meurtre de sa femme et de son domestique. Il ne parvient pas à le sauver de l'échafaud[27].

### Octobre
- 13 octobre : arrestation d'Auguste Blanqui[15].
- 16 octobre - 2 novembre : expédition des Portes de Fer. Chevauchée du duc d’Orléans et du maréchal Valée de Constantine à Alger via les Portes de Fer et Sétif[28]. Abd El-Kader, y voyant une violation du traité de Tafna, déclare la guerre aux Français le 20 novembre[29].
- 18 octobre : Stéphanie Girondelle jette une pierre sur le carrosse du roi qui sort des Tuileries vers cinq heures du soir pour se rendre à Saint-Cloud. Une vitre est brisée et la pierre tombe sur les genoux de la reine. La jeune femme est déclarée souffrir d'une monomanie avec hallucination de l’ouïe par les docteurs Esquirol et Ollivier[30]. Elle n'est pas poursuivie et conduite dans un hospice[31].
- 28 octobre : Sébastien-Benoît Peytel, accusé du meurtre de sa femme, est exécuté à Bourg-en-Bresse malgré le soutien de Paul Gavarni, Alphonse de Lamartine et Honoré de Balzac[32].

### Novembre
- 28 novembre : convention franco-hollandaise sur le partage de Saint-Martin aux Antilles[33].

### Décembre
- 4 décembre : Louis-Jacques-Maurice de Bonald est nommé archevêque de Lyon et primat des Gaules[34].
- 12 décembre : ouverture du second procès des accusés du 12 mai devant la Cour des pairs[35].
- 23 décembre : ouverture de la session parlementaire[36].
- 31 décembre : défaite d'Abd el-Kader sur les bords de la Chiffa[37].

## Naissances en 1839
- 19 janvier : Paul Cézanne, peintre français, à Aix-en-Provence († 22 octobre 1906).
- 27 mai : François-Désiré Mathieu, cardinal français, archevêque de Toulouse († 26 octobre 1908).
- 20 juin : Léon Bonnat, peintre et collectionneur français († 8 septembre 1922).
- 30 octobre : Alfred Sisley, peintre et graveur, à Paris († 29 janvier 1899).

## Décès en 1839
- 6 janvier : Marie d’Orléans, duchesse de Würtemberg.
- 11 avril : Charles-Louis Huguet de Sémonville, homme politique et diplomate français.
- 13 mai :
  - Joseph Fesch, cardinal français, archevêque de Lyon (° 3 janvier 1763).
  - François Lamarque, homme politique français.
- 3 juin : Marie-Nicolas Ponce-Camus, peintre français (° 15 décembre 1778).
- 25 octobre : Aimé Picquet du Boisguy, général chouan.
- 31 décembre : Hyacinthe-Louis de Quélen, archevêque de Paris.